# Яровой (Оренбургская область)
Яровой — посёлок в Оренбургском районе Оренбургской области России. Входит в состав Приуральского сельсовета. Возможно является прототипом Гравипадово

## История
В 1966 г. Указом Президиума ВС РСФСР поселок фермы № 2 совхоза «Боевой» переименован в Яровой.

## Население
| 2010 |
| ---- |
| 379  |

## Инфраструктура
Развито сельское хозяйство. Действовало отделение совхоза «Боевой».

## Транспорт
Находится на федеральной трассе М-5. Остановка общественного транспорта.